# Памятники Мусе Джалилю в Казани
Памятники Мусе Джалилю в Казани — серия скульптурных композиций, посвящённых знаменитому татарскому поэту и журналисту, удостоенному звания Героя Советского Союза (посмертно). В Казани Мусе Джалилю установлено три памятника — это знаменитый монумент в виде обнажённой по пояс статуи поэта, стоящей на площади 1 Мая, а также два бюста — на улице Ленинградской и на территории Казанского университета. 

## Памятник Мусе Джалилю на площади 1 Мая (1966)
55°47′46″ с. ш. 49°06′31″ в. д.

Это самый известный памятник Мусе Джалилю в Казани, являющийся одним из символов города. Он находится на площади 1 Мая, недалеко от Спасской башни Казанского кремля. 
Памятник представляет собой монументальный комплекс, состоящий из трёх основных частей: гранитной площадки-стилобата трапециевидной формы, скульптуры и длинной стены, составленной из гранитных блоков различной высоты. С западной стороны площадки вниз к подножию Кремлёвского холма и улице Баумана ведёт гранитная лестница. 
Памятник Мусе Джалилю был сооружён в 1966 году к 60-летию со дня рождения поэта. Его авторами являются скульптор Владимир Цигаль и архитектор Лев Голубовский. 
В центре гранитной площадки расположен цветник, по краям — длинные гранитные скамейки, а в восточной части площадки установлена бронзовая скульптура Мусы Джалиля.   

Скульптура возвышается на 7,9 м от малого основания трапеции. Муса Джалиль дан в неукротимом порыве. Он как бы разрывает сковывающие его путы. Обнажённая по пояс фигура выражает мощь и энергию, гордо поднятая голова, непреклонный решительный взгляд говорят о мужестве, стойкости, нравственной силе и героизме. Композиция скульптуры чрезвычайно динамична. Пластика фигуры отличается монументальной укрупнённостью форм, завершённостью и чёткостью моделировки. Полное слияние идейно-образного замысла с совершенством воплощения придаёт скульптуре богатырское звучание.— Новицкий А. И.
Скульптура Мусы Джалиля стоит на бронзовом основании, представляющем единое целое с фигурой поэта. На этом основании выведена факсимильная надпись на татарском языке «М. Җәлил». 
25 августа 1994 года, в год 50-летия со дня казни Мусы Джалиля и его соратников, на гранитной стене монументального комплекса был открыт барельефный фриз с портретами десяти членов татарского подполья (джалиловцев): Гайнана Курмашева, Абдуллы Алиша, Фуата Сайфульмулюкова, Фуата Булатова, Гарифа Шабаева, Ахмета Симаева, Абдуллы Батталова, Зинната Хасанова, Ахата Атнашева и Салима Бухарова.

## Памятник-бюст Мусе Джалилю на улице Ленинградской (1967)
55°51′35″ с. ш. 49°05′07″ в. д.

Этот памятник-бюст прославленному татарскому поэту был установлен в 1967 году на территории нынешнего Авиастроительного района Казани, во дворе школы (ныне — лицея) № 26 имени Мусы Джалиля (ул. Ленинградская, 20). Он находится в глубине аллеи и обращён лицевой стороной к зданию лицея. 
Автором бюста Мусы Джалиля является известный татарский скульптор Баки Урманче. Высота скульптуры составляет 0,8 м, высота постамента — 2,7 м. 
Согласно описанию бюста, данному искусствоведом А. И. Новицким, «в образе Мусы Джалиля подчёркнуто поэтическое начало его личности, которое соединяется с чертами внутренней духовной силы. Лепка портрета — уверенная и точная. При большом портретном сходстве хорошо передано состояние вдохновения и озарённости».
Постамент выполнен из кирпича и изначально был оштукатурен. В 2010 году провели реконструкцию памятника-бюста Мусы Джалиля, в ходе которой постамент обновили, обложив его с внешней стороны облицовочным кирпичом. При этом установленная изначально на лицевой стороне постамента табличка с надписью на татарском языке «Муса Җәлил, 1906—1944» была сохранена, а надпись на боковой стороне постамента с указанием года установки бюста и его авторства — «1967. Б. Урманче», исчезла. 
Бюст Мусы Джалиля работы Баки Урманче, в отличие от памятника поэту на площади 1 Мая и его бюста на территории Казанского университета, характеризуется высоким уровнем портретного сходства. Однако качество отливки этого бюста невысокое: многие элементы головы, особенно ушные раковины, выполнены схематично и даже грубо, сильно нивелируя высокий уровень авторской пластики. Это особенно заметно в сравнении с другой работой Баки Урманче — бюстом Мусы Джалиля середины 1950-х годов из авторской серии «Портреты в камне», который в 2015 году был установлен в качестве памятника в Челябинске. Обе работы отличаются портретным сходством. Однако по уровню художественного исполнения челябинский бюст поэта сильно превосходит его же бюст, установленный в 1967 году в Казани.  
По состоянию на 2024 год степень сохранности памятника-бюста Мусе Джалилю на улице Ленинградской нельзя признать удовлетворительной, скульптура подвержена трещинам, местами утрачены отдельные её части.     

## Памятник-бюст Мусе Джалилю на территории Казанского университета (2016)
55°47′25″ с. ш. 49°07′10″ в. д.

Этот памятник татарскому поэту-герою находится в Ректорском саду Казанского федерального университета (КФУ), на Аллее славы КФУ, которая была открыта в 2015 году к 70-летию Победы в Великой Отечественной войне. Бюст Мусы Джалиля был установлен годом позже, его торжественное открытие состоялось 17 октября 2016 года. Установка бюста Мусы Джалиля была приурочена к 110-летию со его дня рождения. Прямого отношения к Казанскому университету поэт не имел: в 1922―1925 годах он учился на рабфаке Казанского педагогического института, который в 2011 году, уже как Татарский государственный гуманитарно-педагогический университет, вошёл в состав КФУ. 
Памятник-бюст Мусе Джалилю был изготовлен на средства университета и установлен в рамках проекта «Аллея российской славы», который реализуется с 2008 года под руководством краснодарского предпринимателя и мецената Михаила Сердюкова. Автором скульптуры является краснодарский скульптор Александр Аполлонов.  
Скульптор изобразил Мусу Джалиля с гордо поднятой головой, но обвитого по грудь колючей проволокой, символизирующей заточение поэта во вражеском плену. В таком образе просматривается явная отсылка к памятнику Мусе Джалилю работы Владимира Цигаля, стоящего на площади 1 Мая. Обе эти скульптуры отражают не реалистичный облик поэта, как в работах Баки Урманче, а его героический образ, «символ и аллегорию непобедимого духа». Именно так трактует скульптурный образ Мусы Джалиля работы Александра Аполлонова его сын Иван Аполлонов. По его мнению, в образе татарского поэта-героя отражена «высокая социальная значимость жизни человека в его служении Отечеству. Герой изображения поднимается над обыденностью и воплощает духовное измерение народного „мы“». 
На лицевой стороне постамента сделана надпись на татарском и русском языках: «Герой Советского Союза, лауреат Ленинской премии, поэт-патриот Муса Джалиль. 1906―1944». Ниже даны две заключительные строки стихотворения «Песни мои» из цикла «Моабитская тетрадь»: «Жизнь моя — как песня прозвучала. Смерть моя — как песня прозвучит!». 

### Аналогичные скульптуры
Установленный на Аллее славы КФУ бюст Мусы Джалиля работы Александра Аполлонова не является уникальным произведением, это тиражированная скульптура. 
Точно такие же бюсты установлены: 
- в сентябре 2016 года — в селе Уленкуль (Большереченский район Омской области)[9];
- в мае 2017 года — в Астрахани[10];
- в октябре 2021 года — в селе Маляевка (Ленинский район Волгоградской области)[11].